# Шушунин, Альвиан Евстафьевич
Альвиа́н Евста́фьевич Шушу́нин (11 мая 1926, Иваново-Вознесенск — 31 мая 2002, Иваново) — советский и российский художник-график, член Союза художников СССР (1965), участник советско-японской войны.

## Биография
В 1941 году поступил в Ивановское художественное училище, где его учителями были В. П. Леонов, С. Н. Троицкий, И. Н. Нефёдов, Н. Г. Буров.
В 1943 году был призван в Красную армию, служил на границе на реке Уссури и на Курильских островах.
После окончания советско-японской войны, работал в Ивановском творческо-производственном комбинате (ТПК) Художественного фонда РСФСР. В 1953 году окончил прерванное войной обучение в Ивановском художественном училище. В 1965 году был принят в члены Союза художников СССР.
Скончался 31 мая 2002 года в Иванове.

## Творчество
Работы находятся в собраниях Ивановского государственного историко-краеведческого музея имени Д. Г. Бурылина, Ивановского художественного музея, Плёсского государственного музея-заповедника, Чувашском государственном художественном музее других музеев России и в частных коллекциях (в том числе в коллекции Челябинского трубопрокатного завода находится работа «Металлурги отдыхают»).
Выставки
- Первая персональная выставка (Иваново, 1986)
- Персональная выставка (Иваново, Ивановский дом художника, 17 декабря 2002 — 17 января 2003)
- «XX век. Монтаж» к 50-летию ИХМ (Иваново, Ивановский областной художественный музей, 30 декабря 2009)[4]
- «Ивановские художники — фронтовики» (Иваново, художественная галерея «Классика», 19 июня 2015)[5]
- Персональная выставка к 90-летию со дня рождения (Иваново, 22 июня 2016, художественная галерея «Классика» «НПО Консультант» ул. Палехская, 10)[6][7]
- «Приношу в дар музею…» (Иваново, Новая галерея Художественного музея, 18 января 2016)[8]

## Награды
- Орден Отечественной войны
- Медаль «За победу над Японией»